# Cossyphicula
Cossyphicula is een geslacht van zangvogels uit de familie vliegenvangers (Muscicapidae). Er zijn twee soorten:
- Cossyphicula roberti - Witbuikakalat
- Cossyphicula isabellae - Kameroenjanfrederik